# Gyomaendrőd
Gyomaendrőd è una città dell'Ungheria di 15.523 abitanti (dati 2001) . È situata nella contea di Békés. 

## Storia
La città è nata nel 1982 dall'unione di due villaggi, Gyoma ed Endrőd.

## Amministrazione

### Gemellaggi
- Aiud, Romania (dal 1993)
- Pilzno, Polonia
- Schöneck, Germania

## Galleria d'immagini

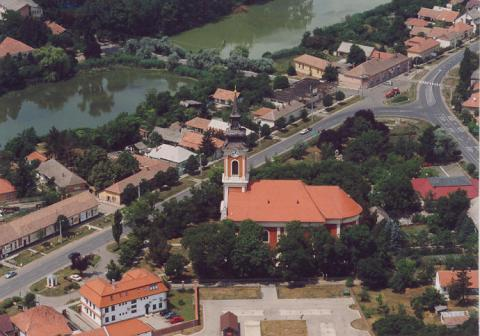
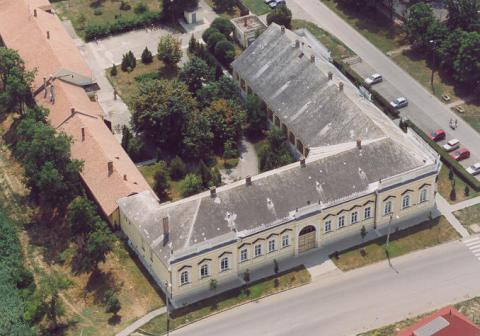
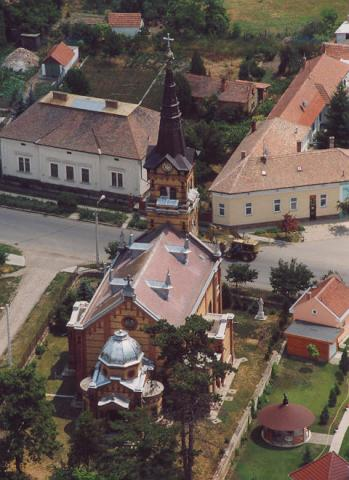
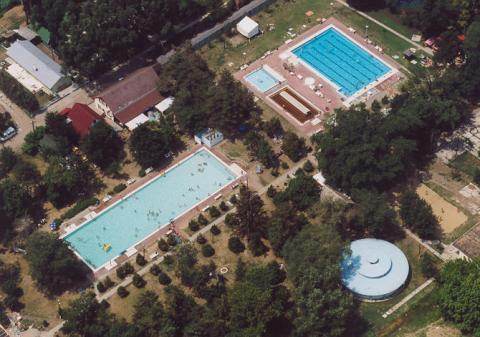
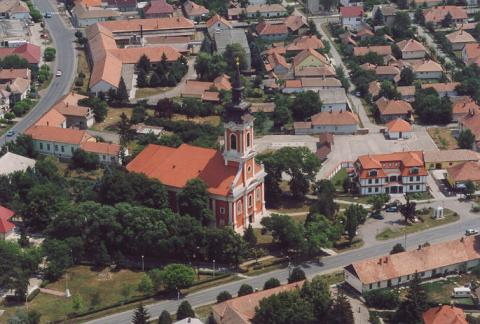